# Versteegia
Versteegia é um género botânico pertencente à família Rubiaceae.